# Tatums
Tatums är en kommun (town) i Carter County i Oklahoma. Orten har fått namn efter postmästaren Lee Tatum. Vid 2010 års folkräkning hade Tatums 151 invånare.